# Ardbeg
Ardbeg (шотл. гел. h-Àirde Bige) — ґуральня шотландського віскі у селі Ардбег на південному узбережжі острова Айла, області Аргайл-і-Б'ют, Шотландії, архіпелагу Внутрішні Гебриди. Винокурня належить Louis Vuitton Moët Hennessy, і виробляє досить торфоване віскі «Айла». Винокурня використовує солодовий ячмінь, отриманий із пивоварень міста Порт Еллен.

## Історія ґуральні

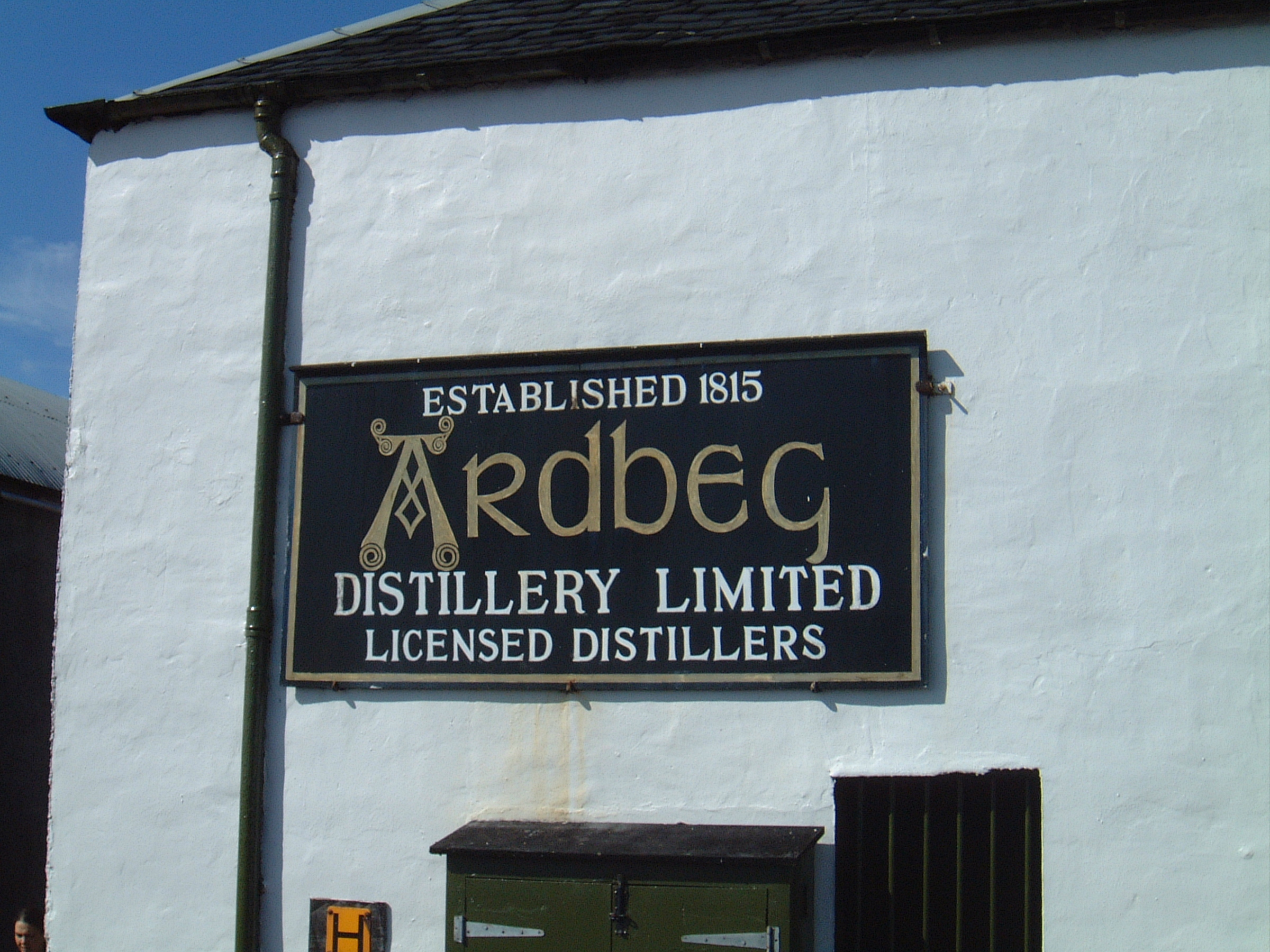
Логотип Ardbeg на винокурні

Ґуральня Ardbeg виробляє віскі з 1798 року, а комерційне виробництво розпочала 1815 року. Як і більшість шотландських винокурень, протягом переважної частини своєї історії Ardbeg виробляла купажоване віскі, а не односолодове. До 1886 року винокурня виробляла 300.000 галонів (близько 1.135 м³) віскі на рік і працювало 60 працівників. Виробництво було зупинено у 1981 році, але відновлено 1989 року і залишалося на низькому рівні до кінця 1996 року, в період, коли Ardbeg був у власності Hiram Walker. У 1997 році винокурню було придбано та відновлено компанією Glenmorangie plc (згодом перейшла під контроль французької компанії LVMH 28 грудня 2004 року), виробництво було відновлене 25 червня 1997 року, а повне відновлення обсягів виробництво відбулося 1998 року. Винокурня була знову відкрита Едом Додсоном у 1997 році та передана Стюарту Томсону, який керував нею з 1997 по 2006 рік. Майкл «Міккі» Хедс, уродженець острова Айлей та колишній керівник винокурні Jura, який працював у Ardbeg роками раніше, перейшов на посаду керівника винокурні 12 березня 2007 року.
Назва Ardbeg — це англізація шотландського гельського вислову An Àird Bheag, що означає «Маленький мис».

## Нагороди
Продукція Ardbeg отримала безліч нагород на міжнародних конкурсах серед віскі. Серед них:
- Біблія віскі 2008 Джима Мюррея[en] назвала віскі Ardbeg 10-річної витримки Найкращим віскі у світі та Шотландським односолодовим віскі року.[7] Ardbeg 10-річної витримки також виграв серію медалей на конкурсі San Francisco World Spirits Competition[en] у Сан-Франциско у 2006—2012 роках, завоювавши дві золоті та шість срібних медалей.[8]
- Біблія віскі 2009 та Біблія віскі 2010 Джима Мюррея[en] присвоїли сорту Uigeadail титули Найкращого віскі у світі та Шотландське односолодове віскі року у 2009 та 2010 роках. Конкурс San Francisco World Spirits Competition у Сан-Франциско дав сорту Uigeadail дві двічі золоті, три золоті та дві срібні медалі з 2006 по 2012 рік.[9]
- Ardbeg Galileo стало найкращим у світі односолодовим віскі на конкурсі World Whiskies Awards 2013.[10]

## Виробництво
Обсяги виробництва є досить великим для винокурні із лише двома перегонними кубами. Перегінний куб першої перегонки має місткість близько 18.000 літрів, а другої перегонки — близько 17.000 літрів. На сьогодні ведеться будівництво нової будівлі, яка подвоїть перегінні спроможності Ardbeg. Ardbeg — одна з небагатьох шотландських винокурень, які використовують очищувач, що дозволяє отримати більш м'якіший смак.
У 2011 році 20 пляшечок спирту Ardbeg та частинок деревини були відправлені до Міжнародної космічної станції для дослідження їх взаємодії. Вони повернулися на Землю 12 вересня 2014 року.

## Культура
Ardbeg надихнуло фінського композитора сучасної музики Осмо Тапіо Рейхала на написання симфонічної поеми Ardbeg—The Ultimate Piece For Orchestra (2003); його було записано Симфонічним оркестром Фінського радіо 28 квітня 2011 року.

### Виноски
1. 1 2  Ardbeg. 29 листопада 2014. Архів оригіналу за 29 листопада 2014. Процитовано 17 травня 2018. (англ.)
2. ↑  Ardbeg web site. Архів оригіналу за 30 серпня 2009. Процитовано 9 червня 2008. (англ.)
3. 1 2  Helen Arthur (2002) [1997]. The single malt companion. Libero. с. 58. ISBN 978-9057642364. (нід.)
4. ↑  Hiram Walker era (under Historical Facts)). www.masterofmalt.com. Архів оригіналу за 13 грудня 2019. Процитовано 27 квітня 2018. (англ.)
5. ↑  History — The Glenmorangie Company. www.theglenmorangiecompany.com. Архів оригіналу за 14 липня 2018. Процитовано 17 травня 2018. [Архівовано 2018-07-14 у Wayback Machine.] (англ.)
6. ↑  Ardbeg. www.ainmean-aite.scot. Архів оригіналу за 13 грудня 2019. Процитовано 17 грудня 2017. (англ.)
7. ↑  Island whisky wins top accolade. BBC News. 18 листопада 2007. Архів оригіналу за 20 листопада 2007. Процитовано 18 листопада 2007. (англ.)
8. ↑  Proof66.com Summary of Ardbeg 10-Year Awards. Архів оригіналу за 13 грудня 2019. Процитовано 19 жовтня 2012. [Архівовано 2019-12-13 у Wayback Machine.] (англ.)
9. ↑  Proof66.com Summary of Ardbeg Uigeadail Awards. Архів оригіналу за 13 грудня 2019. Процитовано 19 жовтня 2012. [Архівовано 2019-12-13 у Wayback Machine.] (англ.)
10. ↑  Ardbeg Galileo win World's Best Single Malt Whisky Award. Архів оригіналу за 12 травня 2013. Процитовано 10 травня 2013. [Архівовано 2013-05-12 у Wayback Machine.] (англ.)
11. ↑  Ardbeg Terpene Extraction - Commercial ISS Research - NanoRacks. nanoracks.com. Архів оригіналу за 18 травня 2018. Процитовано 17 травня 2018. [Архівовано 2018-05-18 у Wayback Machine.] (англ.)
12. ↑  Ardbeg 'space whisky' back on Earth after flavour experiment [Архівовано 13 грудня 2019 у Wayback Machine.] BBC, 12 вересня 2014. (англ.)
13. ↑  ABCD 367 Osmo Tapio Raihala: Peat, Smoke & Seaweed Storm. alba.fi. Процитовано 17 травня 2018.[недоступне посилання] (англ.)